# Diasemiodes
Diasemiodes és un gènere d'arnes de la família Crambidae.

## Taxonomia
- Diasemiodes eudamidasalis (Druce, 1899)
- Diasemiodes janassialis (Walker, 1859)
- Diasemiodes nigralis (Fernald, 1892)
- Diasemiodes picalis